# Hansi Niese
Hansi Niese (ur. 10 listopada 1875 w Wiedniu, zm. 4 kwietnia 1934, tamże) – austriacka aktorka teatralna i filmowa, jedna z najpopularniejszych w swoich czasach na terenie całych Austro-Węgier.
Zadebiutowała w wieku 18 lat, na południowych Morawach, w Znojmie. Od 1893 w Raimund Theater w Wiedniu. W 1899 przeniosła się do Theater in der Josefstadt. Nieco później wyszła za mąż za Josefa Jarno, szefa tegoż teatru. Grała nie tylko w Wiedniu, ale także na występach zagranicznych, np. w Berlinie. Występowała w sztukach takich dramaturgów, jak Ludwig Anzengruber, Gerhart Hauptmann, Franz Molnár, Johann Nestroy, Ferdinand Raimund, czy Arthur Schnitzler. Okazyjnie grała także w operetkach, np. u boku Alexandra Girardiego.
W latach 30. XX w. Niese zagrała w kilku filmach, m.in. w 1931 w "Die große Liebe" i w 1932 w "Husarenliebe". 
Pochowana na wiedeńskim Cmentarzu Centralnym (Grupa C 14, nr 4). W 1955 w Wiedniu-Hietzing nazwano drogę jej imieniem. Przy wiedeńskim Volkstheater stoi natomiast pomnik aktorki.

## Filmografia
- 1914: Frau Gertraud Namenlos
- 1926: Der Feldherrnhügel
- 1931: Die Blumenfrau von Lindenau
- 1931: Purpur und Waschblau
- 1931: Die große Liebe
- 1932: Ein süßes Geheimnis
- 1932: Frau Lehmanns Töchter
- 1932: Husarenliebe
- 1933: Unser Kaiser
- 1933: Hochzeit am Wolfgangsee
- 1933: Kaiserwalzer
- 1934: Der Polizeibericht meldet
- 1934: Die große Chance
- 1934: Die Töchter ihrer Exzellenz